# Nieustające wakacje
Nieustające wakacje (tytuł oryginalny Permanent Vacation) – amerykański film fabularny wyprodukowany i wyreżyserowany przez Jima Jarmuscha.
Bohaterem filmu jest Allie (Aloysious) Parker, młody chłopak, poszukujący sensu życia. W filmie Jarmuscha jest on narratorem swoich przeżyć. Po drodze spotyka różnych dziwnych ludzi; szaleńca, który przeżył wojnę w Wietnamie, czarnoskórego maniaka jazzu opowiadającego anegdotę o saksofoniście, obłąkaną dziewczynę, która śpiewa po hiszpańsku. Ali prowadzi z nimi krótkie rozmowy i podąża dalej swoją drogą. Przez to, że nie ma domu, szkoły ani zawodu mówi o sobie, że jest turystą na nieustających wakacjach.
Obsada:
- Chris Parker – Allie (Aloysious) Parker
- Leila Gastil – Leila
- María Duval – Latynoska dziewczyna
- John Lurie – saksofonista
- Ruth Bolton – Matka
- Sara Driver – Pielęgniarka
- Jane Fire – Pielęgniarka
- Lisa Rosen – Dziewczyna z prażoną kukurydzą
- Suzanne Fletcher – dziewczyna w samochodzie
- Eric Mitchell – paser